# Hell Could Freeze
Hell Could Freeze è un singolo del gruppo musicale britannico Rudimental, pubblicato il 14 gennaio 2013 come quarto estratto dal primo album in studio Home.
Uscito unicamente per il download digitale nel Regno Unito, il singolo è stato in seguito pubblicato il 21 e il 22 dello stesso mese rispettivamente in Australia e in Italia.

## Descrizione
Quarta traccia di Home, Hell Could Freeze ha visto la partecipazione vocale della rapper statunitense Angel Haze ed è stato inizialmente reso disponibile per l'ascolto dal gruppo attraverso SoundCloud a partire dal 28 novembre 2012.

## Tracce
Testi e musiche di Piers Aggett, Amir Amor, Kesi Dryden, Beth Aggett, Angel Haze e MNEK.
1. Hell Could Feeze (ft. Angel Haze) – 4:40

## Formazione
Gruppo
- Amir Amor – basso
- Piers Aggett – pianoforte
- Kesi Dryden – sintetizzatore, tastiera

Altri musicisti
- Angel Haze – voce
- Beth Aggett – voce e strumenti aggiuntivi
- MNEK – cori

Produzione
- Rudimental – produzione, registrazione
- Mark "Spike" Stent – missaggio
- Geoff Swan, David Emery – assistenza missaggio